# آب‌انبار بازار
آب‌انبار بازار ، آب‌انباری است مربوط به اوایل دوره صفویه که در شهر تاریخی تون و در خیابان فرهنگ روبروی امامزاده واقع شده‌است.
این اثر در تاریخ ۲۴ مرداد ۱۳۸۵ با شمارهٔ ثبت ۱۵۸۷۱ به‌عنوان یکی از آثار ملی ایران به ثبت رسیده‌است.